# Prágai tavasz
A prágai tavasz (csehül: Pražské jaro, szlovákul: Pražská jar) 1968 januárjától augusztus végéig tartó csehszlovákiai kísérlet volt az „emberarcú szocializmus” megteremtésére, a politikai, társadalmi és gazdasági élet, a párt és az állam demokratizálására.

## Története

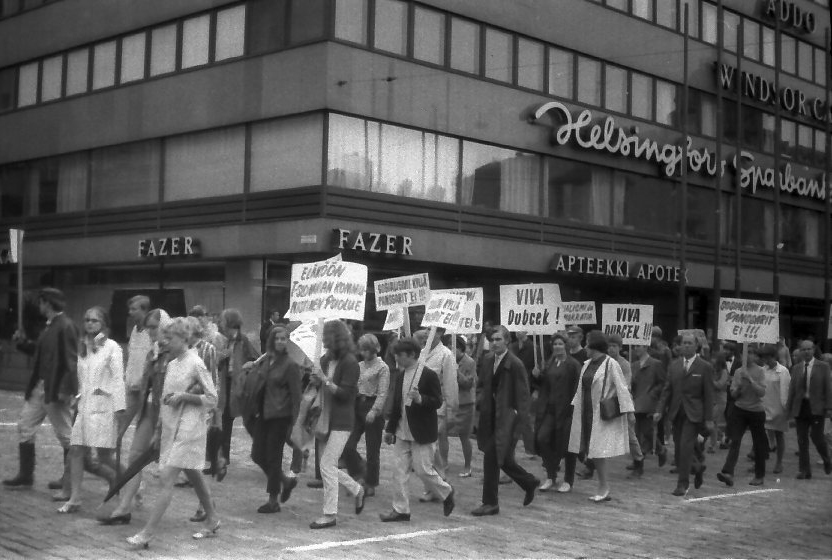
Tüntetés Helsinkiben Csehszlovákia lerohanása ellen

1968 januárjában a tizenöt éve hatalmon lévő, dogmatikus, represszív Antonín Novotnýt a reformer Alexander Dubček váltotta Csehszlovákia Kommunista Pártjának (CSKP) főtitkári posztján. Dubček haladéktalanul nekilátott, hogy a párt és a rendszer demokratizálásával úrrá legyen az immár tüntetésekbe torkolló, széles körű társadalmi elégedetlenségen, amelyet két évtized elhibázott gazdaságirányítása és elnyomó belpolitikája váltott ki. Véget kívánt vetni a koncepciós pereknek, szabadlábra helyeztetett minden politikai elítéltet. Márciusban eltörölte a sajtócenzúrát és az utazási korlátozásokon is enyhített. Sikerére és népszerűségére jellemző, hogy bár az országban óriási volt az elégedetlenség, főtitkársága idején a tömegek továbbra sem kérdőjelezték meg a párt vezető szerepét (kérdés, hogy ez hosszú távon is így maradt volna-e). Ám Dubček, miközben a jó viszony fenntartására törekedett Moszkvával, nem mérte föl, milyen kihívást jelentenek reformjai a „testvérpártok” – a többi szocialista ország vezetése – számára. A munkásosztály keletnémet és lengyel „élcsapatának” is megvoltak a maguk legitimációs problémáik, s az ottani vezetők világosan látták, hogy a cseh példa nyomán olyan engedményekre kényszerülhetnek, amelyek alááshatják a hatalmukat, sőt a Varsói Szerződés (VSZ) összeomlását is előidézhetik. Brezsnyev szovjet pártfőtitkár a helyzetet különösen veszélyesnek ítélte, és hosszas tárgyalások, egyeztetés után augusztus 20-ról 21-re virradó éjjel megindította a „Duna hadművelet” fedőnevű katonai offenzívát, melyben a szovjet csapatok lengyel, magyar és bolgár támogatással bevonultak Csehszlovákiába (a készenlétben álló keletnémet haderőt Moszkva végül visszarendelte a német–cseh határról). Albániát és Romániát nem vonták be a műveletbe: előbbi teljesen különutas politikát folytatott (később teljesen szakított a Szovjetunióval és elszigetelődött), ezért nem lehetett számítani az egyetértésére, Románia pedig olyan szerepet játszott Moszkva megbízásából, amivel liberálisabbnak akart tűnni a nyugati országok és Jugoszlávia előtt, hogy így könnyebben a bizalmukba férkőzhessen. František Kriegel volt az egyetlen, aki a Moszkvába hurcolt csehszlovák politikusok közül nem volt hajlandó aláírni az ún. Moszkvai protokollt.
A Varsói Szerződés csapatai a tüntetéseket rövid úton elfojtották, tankjaik „helyreállították a rendet”. A hatalmas katonai túlerővel szemben a csehszlovák hadsereg meg sem próbálta fölvenni a harcot, mivel az intervencióra számító csehszlovák vezetés eleve parancsot adott az ellenállás elkerülésére. Dubček felhívásának megfelelően a lakosság körében sem bontakozott ki jelentős, szervezett ellenállás, áldozatai azonban így is voltak az offenzívának, katonák és polgári személyek egyaránt.
A prágai tavasz eltiprása után Brezsnyev a keményvonalas Gustáv Husákot állította a CSKP élére, aki eltörölte Dubček összes reformját, nagyarányú tisztogatásokat hajtott végre a pártban, az ellenzéket pedig politikai perekkel igyekezett megfélemlíteni (ez volt a „normalizáció” időszaka, a párt hivatalos terminológiája szerint).
1969. január 16-án – tiltakozásul a Varsói Szerződés megszálló csapatainak bevonulása, a prágai tavasz eltiprása ellen – Jan Palach cseh egyetemista felgyújtotta magát a prágai Vencel téren, az ország védőszentjének, Szent Vencelnek a szobránál. Tettét többen követték, olyanok, akik nem ismerték őt személyesen. 1969. január 16. és 31. között a cseh rendőrség tíz önégetést rögzített.

## Magyarországi hatása
A prágai tavasz Magyarországon alig éreztette a hatását, eltiprása viszont jelentősen kihatott a politikai és társadalmi életre. Miközben a propaganda a Csehszlovákiának „testvéri segítséget” nyújtó Magyar Néphadsereg hazatérő alakulatait dicsőítette,[forrás?] katonai részvételünk a szomszédos szuverén állam lerohanásában sokat rontott hazánk nemzetközi megítélésén, még feszültebbé tette a két ország népeinek amúgy sem túl jó viszonyát, itthon pedig kedvezőtlen közhangulatot teremtett, ami a hatalmi legitimációjára különösen érzékeny Kádár Jánosnak nem volt mindegy.
A prágai őrségváltást a felvidéki magyarság is megsínylette. Miután a korrekt nemzetiségi politikára törekvő Dubček rövid regnálása idején fellélegezhettek a cseh nacionalista Novotný 15 éven át tartó represszív uralma alól, ismét egy magyargyűlölő került Csehszlovákia élére: az a Gustáv Husák, aki 1945-ben a Szlovák Nemzeti Tanács belügyi megbízottjaként főszerepet játszott a magyarok és németek kollektív bűnösségét deklaráló, a felvidéki magyarság jogfosztását és kitelepítését lehetővé tevő kassai kormányprogram megvalósításában.